# Cotyledon
Cotyledon (L., 1753) è un genere di piante succulente appartenente alla famiglia delle Crassulaceae, originario dell'Africa Meridionale.
Il suo nome deriva dal greco kòtile (cavità) per via delle sue foglie a forma incava.

## Descrizione
Cotyledon sono piante semiarbustive, che possono assumere svariate forme; le foglie sono carnose ed i fiori, penduli in quasi tutte le specie, hanno colorazioni che vanno dal rosso al giallo.

## Tassonomia
All'interno del genere Cotyledon sono attualmente incluse 16 specie:
- Cotyledon adscendens R.A.Dyer
- Cotyledon barbeyi Schweinf. ex Baker
- Cotyledon campanulata Marloth
- Cotyledon cuneata Thunb.
- Cotyledon egglii van Jaarsv.
- Cotyledon eliseae van Jaarsv.
- Cotyledon flanaganii Schönland & Baker f.
- Cotyledon gloeophylla van Jaarsv.
- Cotyledon orbiculata L.
- Cotyledon papillaris L.f.
- Cotyledon pendens van Jaarsv.
- Cotyledon petiolaris van Jaarsv.
- Cotyledon tomentosa Harv.
- Cotyledon velutina Hook.f.
- Cotyledon woodii Schönland & Baker f.
- Cotyledon xanthantha van Jaarsv. & Eggli

## Coltivazione
Le Cotyledon necessitano di terreno poroso composto da terra concimata e sabbia molto grossolana; la loro esposizione deve essere in pieno sole, con annaffiature regolari in estate e quasi nulle in inverno.
Pur sopportando il freddo, non gradiscono il gelo; quindi in inverno andranno esposte ad una temperatura che non sia inferiore ai 4 °C ma in posizione molto luminosa.
La riproduzione avviene per talea, messa a radicare in sabbia sempre dopo che il taglio sia ben asciutto, ma anche per seme (che andrà depositato, non interrato, in un letto di sabbia leggermente umida a una temperatura di circa 21 °C).